# Jakob Pfaller
Jakob Johann Pfaller (* 29. November 1876 in Regensburg; † unbekannt) war ein deutscher Architekt aus Nürnberg.

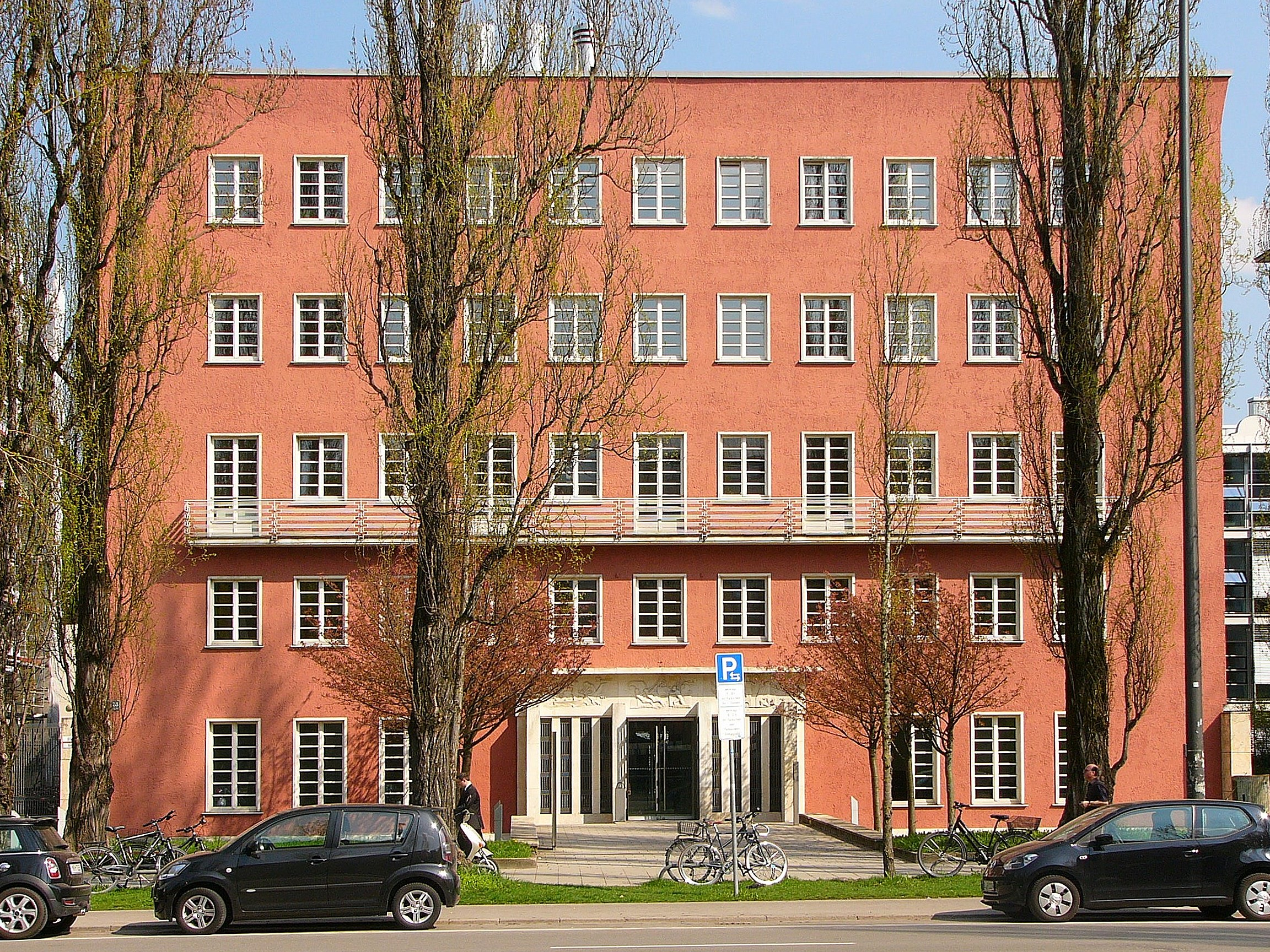
Rhein-Main-Donau-Verwaltungsgebäude, München-Schwabing

## Leben
Jakob Pfaller saß 1911 als Staatsbaubeamter in der Prüfungskommission der Bauschule Nürnberg (bis 1910 Baugewerkschule). Zu dieser Zeit war er Königlicher Bauamtsassessor. Als solcher war er beim Landbauamt Nürnberg beschäftigt. 1920 erhielt er den Titel und Rang eines Regierungs- und Bauassessors. Später wurde er zum Oberregierungsrat ernannt. 1933 folgte seine Ernennung zum Bauamtsdirektor und Vorstand des Landbauamts Landshut. 1934 wurde er an die Regierung von Oberfranken und Mittelfranken, Kammer des Innern, berufen und erneut zum Oberregierungsrat befördert.

## Stil
Pfaller errichtete Bauwerke im Stil der Neuen Sachlichkeit und der Neuromanik.

## Bauten

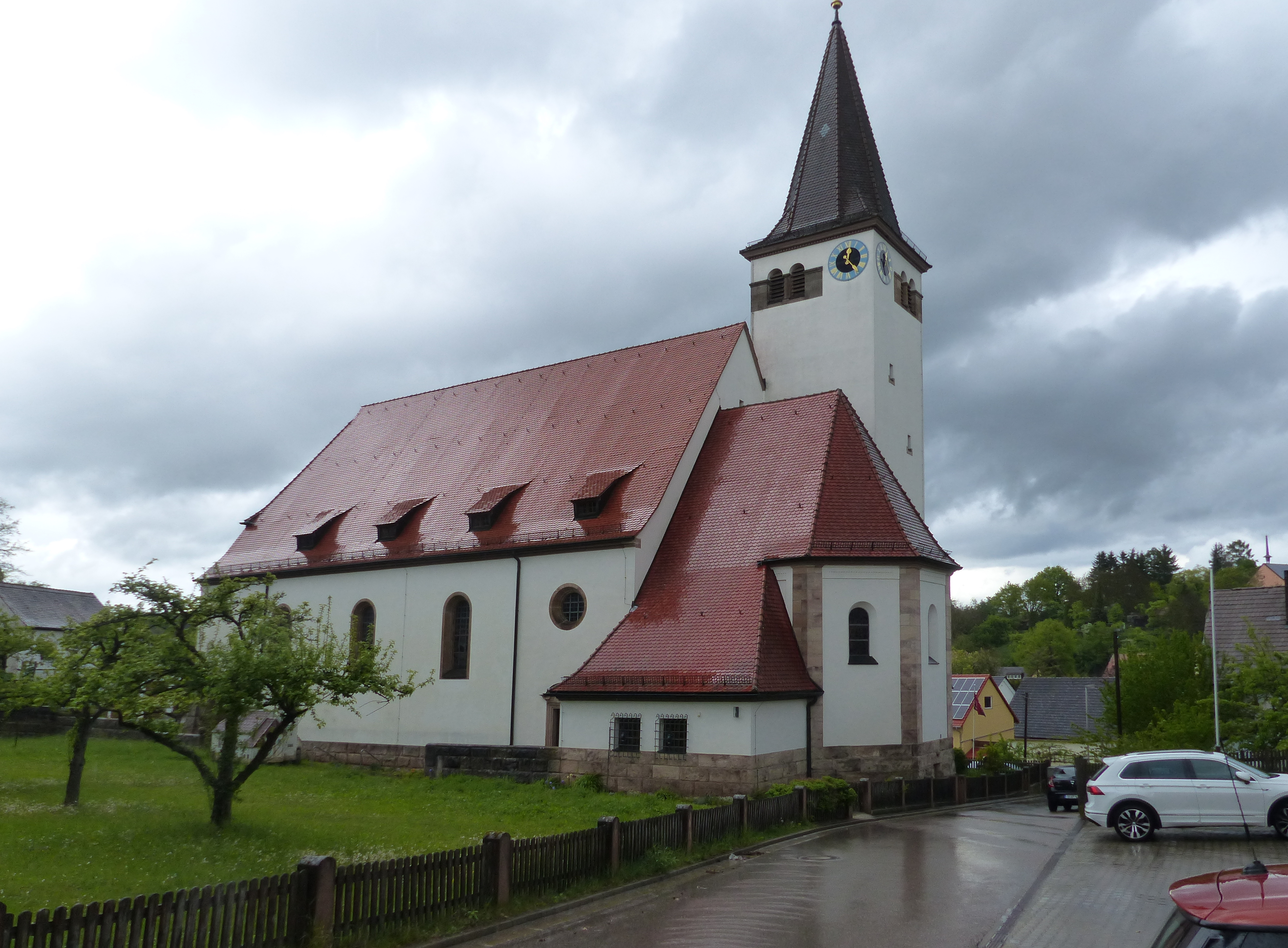
Evangelisch-lutherische Pfarrkirche St. Georg, Dietersdorf

- 1912–1914: Evangelisch-lutherische Pfarrkirche St. Georg, Dietersdorf[6]
- 1928–1929: Rhein-Main-Donau-Verwaltungsgebäude, München-Schwabing mit Theodor Fischer[7]

## Ehrungen
- Evangelisch-lutherische Pfarrkirche St. Georg, Dietersdorf steht unter Denkmalschutz – Liste der Baudenkmäler in Schwabach
- Rhein-Main-Donau-Verwaltungsgebäude steht unter Denkmalschutz – Liste der Baudenkmäler in Schwabing